# Джанфранко Фіні
Джанфранко Фіні (італ. Gianfranco Fini, 1952) — італійський державний, громадсько-політичний діяч. Дипломат.

## Біографія
Народився 3 січня 1952 року в місті Болонія, Італія. Закінчив Римський університет ла Сапієнца, педагогічний факультет.
У 1968 — брав участь в молодіжних виступах. Член «Молодого фронту» — молодіжної організації неофашистського Італійського соціального руху. Працював в друкованих виданнях Secolo d'Italia і Dissenso — органах ІСР та МФ відповідно.
У 1983 — депутат парламенту Італії.
З 1987 по 1995 — очолював Італійський соціальний рух.
У 1995 — після розпуску ІСР, створив Національний альянс.
У 2009 — об'єднався в рамках партії «Народ свободи» із силами, які підтримали Сільвіо Берлусконі.
З 2004 по 2006 — міністр закордонних справ Італії.
З 2001 по 2006 — віце-прем'єр-міністр Італії.
З 30 квітня 2008 по 16 березня 2013 — спікер Палати депутатів Італії.
5 жовтня 2010 — заявив про створення нової італійської політичної партії «Майбутнє і свобода — Італії».